# Mansfield Town Football Club
Il Mansfield Town Football Club, meglio noto come Mansfield Town, è una società calcistica inglese con sede nella città di Mansfield. Gioca le partite casalinghe al Field Mill e attualmente milita in Football League One.

## Storia
La città di Mansfield è stata rappresentata in ambito calcistico già da un paio di squadre in attività fin dal 1892, ma questi club, il Mansfield Town e il Mansfield Greenhalgh si sciolsero già prima della fine del secolo. L'attuale Mansfield Town invece fu fondato con il nome di Mansfield Wesleyans nel 1897. Come per molti altri club, il nome deriva dalla locale chiesa metodista (in inglese chiamata appunto Wesleyans church).
Nel 1906 il club cambiò nome in Mansfield Wesley e nel 1910 assunse il nome definitivo di Mansfield Town. Dopo la prima guerra mondiale il club iniziò a giocare in quello che è tutt'oggi il suo stadio, il Field Mill. Fino alla promozione in Third Division ottenuta nel 1931, il club giocò nelle leghe minori; da segnalare però la stagione 1928-1929, in cui in Fa Cup il Mansfield sconfisse il Wolverhampton e arrivò a giocare contro l'Arsenal, perdendo 2-0. Negli anni di Third Division ricordiamo invece la stagione 1936-1937, in cui l'attaccante del Mansfield Ted Harston realizzò 55 gol, record mai più battuto nella Third Division fino alla sua soppressione nel 2004. Il Mansfield militò quasi ininterrottamente in Third Division fino alla stagione 1976-1977, escludendo due retrocessioni in Fourth Division nel 1960 e nel 1972, colmate quasi subito da due promozioni nel 1963 e nel 1975.
La stagione 1976-1977 fu sicuramente la migliore nella storia del Mansfield, che vinse la Third Division e ottiene la prima, e unica, promozione in Second Division nella sua storia, ma la stagione successiva non andò altrettanto bene e il Mansfield alla fine ritornò in Third Division dopò un pessimo penultimo posto. Il ritorno in Third Division rischiò di concludersi in una disastrosa doppia retrocessione, che fu però solamente rimandata visto che il Mansfield arrivò penultimo l'anno successivo ritornando quindi in Fourth Division.
Le successive stagioni si susseguirono con risultati altalenanti con promozioni in Third Division e retrocessioni in Fourth Division; unica vera grande gioia in quegli anni per gli Stags fu la vittoria della Football League Trophy nel 1987 ai rigori contro il Bristol City. A interrompere la militanza in Football League arrivò però la stagione 2007-2008, in cui il Mansfield arrivò penultimo in League Two ritornando quindi in Conference dopo ben 77 anni passati tra i professionisti. Dopo aver perso una finale di FA Trophy nel 2011, il Mansfield ritornò in League Two nella stagione 2012-2013 grazie a una grande stagione in cui vinsero 20 delle ultime 24 partite di campionato e venne raggiunta la quota record per il club di 12 vittorie consecutive. In FA Cup il cammino fu entusiasmante e solo un gol di Luis Suarez permise al Liverpool di superare gli Yellows per 1-2. Nella stagione 2018-2019, dopo essere stata in zona promozione diretta fino all'ultima giornata, la squadra arrivò quarta a soli tre punti dal terzo posto occupato dal Dons, venendo poi sconfitta ai playoff dal Newport County ai rigori. Nella stagione 2021-2022 la squadra arrivò fino alla finale play-off di Wembley, venendo sconfitta per 3-0 dal Port Vale.
Il 16 aprile 2024, con un successo interno ai danni dell'Accrington (2-1), decisive le reti dei centrocampisti George Maris e Stephen Quinn, la squadra ottenne la promozione alla Football League One 2024-2025 con due giornate d'anticipo, ottenendo il secondo posto finale. Il 30 aprile dell'anno successivo, a seguito di una vittoria per 4-2 ai danni del Peterborough United, la squadra ottenne la matematica salvezza, la prima al termine di una stagione di Football League One a distanza di 44 anni.

## Allenatori
- Teddy Davison (1926-1928)
- Charles Oliver Bell (1935)
- Roy Goodall (1945-1949)
- Frederick Steele (1949-1951)
- Charlie Mitten (1955-1958)
- Raich Carter (1960-1963)
- Tommy Cummings (1963-1967)
- Danny Williams (1971-1974)
- Peter Morris (1976-1978)
- Billy Bingham (1978-1979)
- Mick Jones (1979-1981)
- Stuart Boam (1981-1983)
- Ian Greaves (1983-1989)
- George Foster (1989-1993)
- Bill Dearden (1993) (interim)
- Andy King (1993-1996)
- Steve Parkin (1996-1999)
- Bill Dearden (1999-2002)
- Keith Curle (2002-2004)
- Carlton Palmer (2004-2005)
- Peter Shirtliff (2005-2006)
- Bill Dearden (2006-2008)
- Adam Murray (2015-2016)
- Steve Evans (2016-2018)
- Graham Coughlan (2019-2020)
- Nigel Clough (2020-)

## Palmarès

### Competizioni nazionali
- Third Division: 1

1976-1977
- Campionato inglese di quarta divisione: 1

1974-1975
- National League: 1

2012-2013
- Football League Trophy: 1

1986-1987

### Altri piazzamenti
- Third Division:

Terzo posto: 1964-1965
- Third Division North:

Secondo posto: 1950-1951
- Campionato inglese di quarta divisione:

Terzo posto: 1985-1986, 1991-1992, 2001-2002, 2023-2024
Promozione: 1962-1963, 2023-2024
- National League:

Terzo posto: 2011-2012
- Football League Trophy:

Semifinalista: 1984-1985
- FA Trophy:

Finalista: 2010-2011
- Coppa anglo-scozzese:

Semifinalista: 1975-1976, 1978-1979

## Record
Il calciatore con il maggior numero di gol segnati è Harry Johnson.

## Rosa 2024-2025
| N. |                        | Ruolo | Calciatore         |
| -- | ---------------------- | ----- | ------------------ |
| 1  | Rep. Ceca (bandiera)   | P     | Marek Štěch        |
| 3  | Irlanda (bandiera)     | C     | Stephen McLaughlin |
| 4  | Galles (bandiera)      | D     | Elliott Hewitt     |
| 5  | Irlanda (bandiera)     | D     | Ryan Sweeney       |
| 6  | Inghilterra (bandiera) | D     | Farrend Rawson     |
| 7  | Irlanda (bandiera)     | C     | Harry Charsley     |
| 8  | Inghilterra (bandiera) | C     | Ollie Clarke       |
| 9  | Inghilterra (bandiera) | A     | Jordan Bowery      |
| 10 | Inghilterra (bandiera) | C     | George Maris       |
| 11 | Inghilterra (bandiera) | A     | Andy Cook          |
| 12 | Inghilterra (bandiera) | C     | Kellan Gordon      |
| 14 | Inghilterra (bandiera) | D     | Aden Flint         |

| N. |                          | Ruolo | Calciatore       |
| -- | ------------------------ | ----- | ---------------- |
| 15 | Irlanda (bandiera)       | D     | Aaron O'Driscoll |
| 17 | Australia (bandiera)     | C     | Keanu Baccus     |
| 18 | Inghilterra (bandiera)   | D     | Joe Riley        |
| 19 | Inghilterra (bandiera)   | A     | Lee Gregory      |
| 20 | Inghilterra (bandiera)   | C     | Louis Reed       |
| 21 | Nuova Zelanda (bandiera) | A     | Ben Waine        |
| 22 | Inghilterra (bandiera)   | A     | Nicky Maynard    |
| 26 | Inghilterra (bandiera)   | C     | Jason Law        |
| 30 | Inghilterra (bandiera)   | C     | Alistair Smith   |
| 31 | Inghilterra (bandiera)   | P     | Aidan Stone      |
| 32 | Inghilterra (bandiera)   | C     | George Lapslie   |

## Rosa 2023-2024
| N. |                        | Ruolo | Calciatore         |
| -- | ---------------------- | ----- | ------------------ |
| 1  | Rep. Ceca (bandiera)   | P     | Marek Štěch        |
| 3  | Irlanda (bandiera)     | C     | Stephen McLaughlin |
| 4  | Galles (bandiera)      | D     | Elliott Hewitt     |
| 5  | Irlanda (bandiera)     | D     | Ryan Sweeney       |
| 6  | Inghilterra (bandiera) | D     | Farrend Rawson     |
| 7  | Irlanda (bandiera)     | C     | Harry Charsley     |
| 8  | Inghilterra (bandiera) | C     | Ollie Clarke       |
| 9  | Inghilterra (bandiera) | A     | Jordan Bowery      |
| 10 | Inghilterra (bandiera) | C     | George Maris       |
| 11 | Inghilterra (bandiera) | A     | Andy Cook          |
| 12 | Inghilterra (bandiera) | C     | Kellan Gordon      |

| N. |                        | Ruolo | Calciatore       |
| -- | ---------------------- | ----- | ---------------- |
| 14 | Inghilterra (bandiera) | D     | Aden Flint       |
| 15 | Irlanda (bandiera)     | D     | Aaron O'Driscoll |
| 18 | Inghilterra (bandiera) | D     | Joe Riley        |
| 20 | Inghilterra (bandiera) | C     | Louis Reed       |
| 21 | Irlanda (bandiera)     | D     | James Clarke     |
| 22 | Inghilterra (bandiera) | A     | Nicky Maynard    |
| 26 | Inghilterra (bandiera) | C     | Jason Law        |
| 30 | Inghilterra (bandiera) | C     | Alistair Smith   |
| 31 | Inghilterra (bandiera) | P     | Aidan Stone      |
| 32 | Inghilterra (bandiera) | C     | George Lapslie   |

## Rosa 2022-2023
| N. |                        | Ruolo | Calciatore         |
| -- | ---------------------- | ----- | ------------------ |
| 1  | Rep. Ceca (bandiera)   | P     | Marek Štěch        |
| 3  | Irlanda (bandiera)     | C     | Stephen McLaughlin |
| 4  | Galles (bandiera)      | D     | Elliott Hewitt     |
| 5  | Irlanda (bandiera)     | D     | Ryan Sweeney       |
| 6  | Inghilterra (bandiera) | D     | Farrend Rawson     |
| 7  | Irlanda (bandiera)     | C     | Harry Charsley     |
| 8  | Inghilterra (bandiera) | C     | Ollie Clarke       |
| 9  | Inghilterra (bandiera) | A     | Jordan Bowery      |
| 10 | Inghilterra (bandiera) | C     | George Maris       |
| 11 | Inghilterra (bandiera) | A     | Andy Cook          |
| 12 | Inghilterra (bandiera) | C     | Kellan Gordon      |

| N. |                        | Ruolo | Calciatore       |
| -- | ---------------------- | ----- | ---------------- |
| 14 | Inghilterra (bandiera) | C     | James Perch      |
| 15 | Irlanda (bandiera)     | D     | Aaron O'Driscoll |
| 18 | Inghilterra (bandiera) | D     | Joe Riley        |
| 20 | Inghilterra (bandiera) | C     | Louis Reed       |
| 21 | Irlanda (bandiera)     | D     | James Clarke     |
| 22 | Inghilterra (bandiera) | A     | Nicky Maynard    |
| 26 | Inghilterra (bandiera) | C     | Jason Law        |
| 30 | Inghilterra (bandiera) | C     | Alistair Smith   |
| 31 | Inghilterra (bandiera) | P     | Aidan Stone      |
| 32 | Inghilterra (bandiera) | C     | George Lapslie   |

## Rosa 2021-2022
| N. |                        | Ruolo | Calciatore      |
| -- | ---------------------- | ----- | --------------- |
| 1  | Rep. Ceca (bandiera)   | P     | Marek Štěch     |
| 2  | Irlanda (bandiera)     | C     | Corey O'Keeffe  |
| 3  | Inghilterra (bandiera) | D     | Malvind Benning |
| 4  | Galles (bandiera)      | D     | Rollin Menayese |
| 5  | Irlanda (bandiera)     | D     | Ryan Sweeney    |
| 6  | Inghilterra (bandiera) | D     | Farrend Rawson  |
| 7  | Irlanda (bandiera)     | C     | Harry Charsley  |
| 8  | Inghilterra (bandiera) | C     | Ollie Clarke    |
| 9  | Inghilterra (bandiera) | A     | Jordan Bowery   |
| 10 | Inghilterra (bandiera) | C     | George Maris    |
| 11 | Inghilterra (bandiera) | A     | Andy Cook       |
| 12 | Inghilterra (bandiera) | C     | Kellan Gordon   |

| N. |                        | Ruolo | Calciatore         |
| -- | ---------------------- | ----- | ------------------ |
| 14 | Inghilterra (bandiera) | C     | James Perch        |
| 15 | Irlanda (bandiera)     | D     | Aaron O'Driscoll   |
| 18 | Inghilterra (bandiera) | D     | Joe Riley          |
| 20 | Irlanda (bandiera)     | C     | Stephen McLaughlin |
| 21 | Irlanda (bandiera)     | D     | James Clarke       |
| 22 | Inghilterra (bandiera) | A     | Nicky Maynard      |
| 26 | Inghilterra (bandiera) | C     | Jason Law          |
| 30 | Inghilterra (bandiera) | C     | Alistair Smith     |
| 31 | Inghilterra (bandiera) | P     | Aidan Stone        |
| 32 | Inghilterra (bandiera) | C     | George Lapslie     |

## Rosa 2020-2021
| N. |                        | Ruolo | Calciatore      |
| -- | ---------------------- | ----- | --------------- |
| 1  | Rep. Ceca (bandiera)   | P     | Marek Štěch     |
| 2  | Irlanda (bandiera)     | C     | Corey O'Keeffe  |
| 3  | Inghilterra (bandiera) | D     | Malvind Benning |
| 4  | Galles (bandiera)      | D     | Rollin Menayese |
| 5  | Irlanda (bandiera)     | D     | Ryan Sweeney    |
| 6  | Inghilterra (bandiera) | D     | Farrend Rawson  |
| 7  | Irlanda (bandiera)     | C     | Harry Charsley  |
| 8  | Inghilterra (bandiera) | C     | Ollie Clarke    |
| 9  | Inghilterra (bandiera) | A     | Jordan Bowery   |
| 10 | Inghilterra (bandiera) | C     | George Maris    |
| 11 | Inghilterra (bandiera) | A     | Andy Cook       |
| 12 | Inghilterra (bandiera) | C     | Kellan Gordon   |

| N. |                             | Ruolo | Calciatore         |
| -- | --------------------------- | ----- | ------------------ |
| 14 | Inghilterra (bandiera)      | C     | James Perch        |
| 15 | Irlanda (bandiera)          | D     | Aaron O'Driscoll   |
| 18 | Inghilterra (bandiera)      | D     | Joe Riley          |
| 19 | Irlanda del Nord (bandiera) | A     | Jamie Reid         |
| 20 | Irlanda (bandiera)          | C     | Stephen McLaughlin |
| 21 | Irlanda (bandiera)          | D     | James Clarke       |
| 22 | Inghilterra (bandiera)      | A     | Nicky Maynard      |
| 26 | Inghilterra (bandiera)      | C     | Jason Law          |
| 30 | Inghilterra (bandiera)      | C     | Alistair Smith     |
| 31 | Inghilterra (bandiera)      | P     | Aidan Stone        |
| 32 | Inghilterra (bandiera)      | C     | George Lapslie     |

## Rosa 2019-2020
| N. |                        | Ruolo | Calciatore      |
| -- | ---------------------- | ----- | --------------- |
| 1  | Irlanda (bandiera)     | P     | Conrad Logan    |
| 2  | Inghilterra (bandiera) | D     | Hayden White    |
| 3  | Inghilterra (bandiera) | D     | Malvind Benning |
| 4  | Inghilterra (bandiera) | D     | Matt Preston    |
| 5  | Inghilterra (bandiera) | D     | Krystian Pearce |
| 6  | Inghilterra (bandiera) | C     | Neal Bishop     |
| 7  | Scozia (bandiera)      | C     | Alex MacDonald  |
| 8  | Inghilterra (bandiera) | C     | Jacob Mellis    |
| 9  | Galles (bandiera)      | A     | Craig Davies    |
| 10 | Inghilterra (bandiera) | C     | Otis Khan       |
| 11 | Inghilterra (bandiera) | C     | Will Atkinson   |
| 12 | Austria (bandiera)     | P     | Bobby Olejnik   |
| 15 | Inghilterra (bandiera) | C     | Paul Anderson   |

| N. |                                | Ruolo | Calciatore           |
| -- | ------------------------------ | ----- | -------------------- |
| 16 | Inghilterra (bandiera)         | C     | Calum Butcher        |
| 17 | Irlanda (bandiera)             | D     | Ryan Sweeney         |
| 18 | Inghilterra (bandiera)         | D     | David Mirfin         |
| 19 | Inghilterra (bandiera)         | A     | Tyler Walker         |
| 20 | Slovenia (bandiera)            | C     | Timi Elšnik          |
| 22 | Inghilterra (bandiera)         | C     | CJ Hamilton          |
| 24 | Saint Kitts e Nevis (bandiera) | C     | Omari Sterling-James |
| 27 | Inghilterra (bandiera)         | D     | Lewis Gibbens        |
| 28 | Inghilterra (bandiera)         | D     | Henri Wilder         |
| 29 | Inghilterra (bandiera)         | A     | Jordan Graham        |
| 32 | Inghilterra (bandiera)         | A     | Danny Rose           |
|    | Scozia (bandiera)              | D     | Zander Diamond       |

## Rosa 2018-2019
| N. |                        | Ruolo | Calciatore      |
| -- | ---------------------- | ----- | --------------- |
| 1  | Irlanda (bandiera)     | P     | Conrad Logan    |
| 2  | Inghilterra (bandiera) | D     | Hayden White    |
| 3  | Inghilterra (bandiera) | D     | Malvind Benning |
| 4  | Inghilterra (bandiera) | D     | Matt Preston    |
| 5  | Inghilterra (bandiera) | D     | Krystian Pearce |
| 6  | Inghilterra (bandiera) | C     | Neal Bishop     |
| 7  | Scozia (bandiera)      | C     | Alex MacDonald  |
| 8  | Inghilterra (bandiera) | C     | Jacob Mellis    |
| 9  | Galles (bandiera)      | A     | Craig Davies    |
| 10 | Inghilterra (bandiera) | C     | Otis Khan       |
| 11 | Inghilterra (bandiera) | C     | Will Atkinson   |
| 12 | Austria (bandiera)     | P     | Bobby Olejnik   |
| 15 | Inghilterra (bandiera) | C     | Paul Anderson   |

| N. |                                | Ruolo | Calciatore           |
| -- | ------------------------------ | ----- | -------------------- |
| 16 | Inghilterra (bandiera)         | C     | Calum Butcher        |
| 17 | Irlanda (bandiera)             | D     | Ryan Sweeney         |
| 18 | Inghilterra (bandiera)         | D     | David Mirfin         |
| 19 | Inghilterra (bandiera)         | A     | Tyler Walker         |
| 20 | Slovenia (bandiera)            | C     | Timi Elšnik          |
| 22 | Inghilterra (bandiera)         | C     | CJ Hamilton          |
| 24 | Saint Kitts e Nevis (bandiera) | C     | Omari Sterling-James |
| 27 | Inghilterra (bandiera)         | D     | Lewis Gibbens        |
| 28 | Inghilterra (bandiera)         | D     | Henri Wilder         |
| 29 | Inghilterra (bandiera)         | A     | Jordan Graham        |
| 32 | Inghilterra (bandiera)         | A     | Danny Rose           |
|    | Scozia (bandiera)              | D     | Zander Diamond       |

## Rosa 2017-2018
| N. |                        | Ruolo | Calciatore      |
| -- | ---------------------- | ----- | --------------- |
| 1  | Irlanda (bandiera)     | P     | Conrad Logan    |
| 2  | Inghilterra (bandiera) | D     | Rhys Bennett    |
| 3  | Inghilterra (bandiera) | D     | Malvind Benning |
| 4  | Inghilterra (bandiera) | D     | Paul Digby      |
| 5  | Inghilterra (bandiera) | D     | Krystian Pearce |
| 6  | Scozia (bandiera)      | D     | Zander Diamond  |
| 7  | Scozia (bandiera)      | C     | Alex MacDonald  |
| 8  | Inghilterra (bandiera) | C     | Jacob Mellis    |
| 9  | Inghilterra (bandiera) | A     | Lee Angol       |
| 10 | Inghilterra (bandiera) | C     | Paul Anderson   |
| 11 | Inghilterra (bandiera) | C     | Will Atkinson   |
| 12 | Austria (bandiera)     | P     | Bobby Olejnik   |
| 15 | Inghilterra (bandiera) | A     | Jimmy Spencer   |
| 16 | Inghilterra (bandiera) | D     | Hayden White    |
| 17 | Inghilterra (bandiera) | C     | Alfie Potter    |

| N. |                                | Ruolo | Calciatore           |
| -- | ------------------------------ | ----- | -------------------- |
| 18 | Inghilterra (bandiera)         | D     | David Mirfin         |
| 19 | Inghilterra (bandiera)         | D     | Johnny Hunt          |
| 20 | Inghilterra (bandiera)         | C     | Jack Thomas          |
| 21 | Saint Kitts e Nevis (bandiera) | C     | Omari Sterling-James |
| 22 | Inghilterra (bandiera)         | C     | CJ Hamilton          |
| 23 | Inghilterra (bandiera)         | A     | Kane Hemmings        |
| 24 | Inghilterra (bandiera)         | C     | Calum Butcher        |
| 25 | Scozia (bandiera)              | C     | Adam King            |
| 26 | Inghilterra (bandiera)         | C     | Joel Byrom           |
| 27 | Inghilterra (bandiera)         | D     | Matthew Penney       |
| 30 | Irlanda del Nord (bandiera)    | C     | Lewis Collins        |
| 31 | Inghilterra (bandiera)         | A     | Ricky Miller         |
| 32 | Inghilterra (bandiera)         | A     | Danny Rose           |
| 37 | Antigua e Barbuda (bandiera)   | A     | Zayn Hakeem          |

## Stagioni passate
- 2013-2014
- 2014-2015
- 2015-2016
- 2016-2017